# 1805 en littérature
| Années de la littérature : 1802 - 1803 - 1804 - 1805 - 1806 - 1807 - 1808    |
| Décennies de la littérature : 1770 - 1780 - 1790 - 1800 - 1810 - 1820 - 1830 |

Cet article présente les faits marquants de l'année 1805 en littérature.

## Événements
Janvier : Jacob Grimm est invité par son professeur Friedrich Carl von Savigny à Paris pour le seconder dans ses recherches littéraires.

## Parutions
- Mercy Otis Warren, History of the Rise, Progress, and Termination of the American Revolution, vol. 1, Boston, Manning and Loring, For E. Larkin, No. 47, Cornhill,, 1805 (présentation en ligne), en trois volumes.

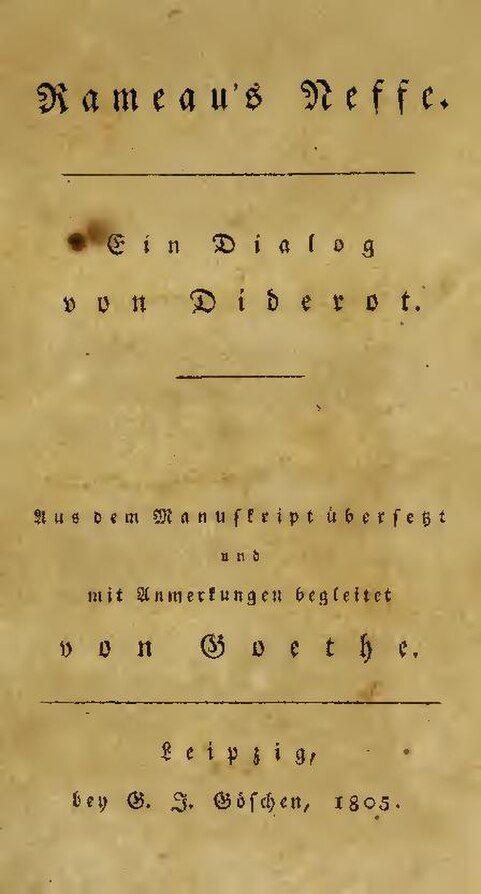
Rameau's Neffe. Page de titre, Leipzig 1805.

- Denis Diderot (trad. Goethe), Rameau's Neffe : Aus dem Manuskript übersetzt und mit Anmerkungen begleitet von Goethe, Leipzig, G. J. Göschen, 1805 (présentation en ligne) (« Le Neveu de Rameau »), première édition du texte. L'ouvrage est retraduit de l’allemand en 1821 par Joseph-Henri de Saur et Léonce de Saint-Geniès. En 1891, un érudit, Georges Monval, retrouve par hasard un manuscrit autographe de Diderot chez un bouquiniste parisien[2].

- Jean-Baptiste Cousin de Grainville, Le Dernier Homme, Paris, Chez Déterville, 1805 (présentation en ligne), poème fantastique en prose, en deux volumes.
- Sophie Cottin, Mathilde ou Mémoires tirés de l’histoire des croisades, vol. 1, Paris, Giguet et Michaud, 1805 (présentation en ligne), roman.
- Jan Potocki, Manuscrit trouvé à Saragosse, Saint-Pétersbourg, 1805, édition partielle du roman, imprimé sans titre et sans nom d'auteur[3].

## Naissances
- 2 avril : Hans Christian Andersen, romancier, dramaturge, conteur et poète danois († 4 août 1875)
- 29 juillet : Alexis de Tocqueville, penseur politique, historien et écrivain français († 16 avril 1859).

- Georges Niculy Limbery, interprète judiciaire et écrivain français († 1862).

## Décès
- 5 janvier : Gottlob Burmann, poète allemand (° 18 mai 1737).
- 10 mars : Mary Anne Holmes, poétesse et écrivaine irlandaise († 10 octobre 1773).
- 9 mai : Friedrich von Schiller, poète et écrivain allemand (° 10 novembre 1759).